# Балабан
Вижте пояснителната страница за други значения на Балабан.
Балаба̀н (на гръцки: Τραχώνι, Трахони, катаревуса Τραχώνιον, Трахонион, до 1927 година Μπαλαμπάν, Балабан) е обезлюдено село в Република Гърция, разположено на територията на дем Бук (Паранести) в област Източна Македония и Тракия.

## География
Село Балабан е разположено на 760 m надморска височина в южните склонове на Родопите. Васил Кънчов го определя като село, попадащо в Драмския Чеч.

## История

### Етимология
Според Йордан Н. Иванов името е по прякор от диалектното балаба̀н, едър човек, от турски.

### В Османската империя
Съгласно статистиката на Васил Кънчов („Македония. Етнография и статистика“) към 1900 година Балабан (Балабанъ) е българско мохамеданско селище в Драмската каза. В него живеят 650 българи мохамедани в 90 къщи. Според Любомир Милетич към 1912 година село Балабан (Балабанъ) спада към Дьовленската каза, а населението му се състои изцяло от помаци.

### В Гърция
След Междусъюзническата война в 1913 година Балабан попада в Гърция. 
В 1923 година населението на Балабан е изселено в Турция, а в селото са настанени гръцки бежанци от крайбрежието на Черно море и от Кападокия. През 1927 година името на селото е сменено от Балабан (Μπαλαμπάν) на Трахони (Τραχώνι). Към 1928 година броят на заселените в Балабан гръцки семейства е 47 или общо 196 души.
По време на Втората световна война, през 1940 година, жителите на селото се евакуират в село Бук. През 1941 година те се връщат обратно. Жителите на Балабан взимат активно участие в съпротивата срещу българската окупация и на 11 август 1944 година в така нареченото Балабанско клане български военни избиват около 30 жители на Балабан, предимно четници, временно завърнали се за селскостопански работи. По-късно на мястото на екзекуцията е поставен паметник с имената на загиналите.
Селото пострадва силно от Гражданската война (1946-1949) и след края ѝ не е обновено.
| Година    | 1913 | 1920 | 1928 | 1940 | 1951 | 1961 | 1971 | 1981 | 1991 | 2001 | 2011 | 2021 |
| --------- | ---- | ---- | ---- | ---- | ---- | ---- | ---- | ---- | ---- | ---- | ---- | ---- |
| Население | 527  | 434  | 219  | 508  |      |      |      |      |      |      |      |      |